# Cadwgan ap Bleddyn
Cadwgan ap Bleddyn va ser un rei de Powys que visqué al segle xi.
Cadwgan va ser el segon fill de Bleddyn ap Cynfyn, rei alhora de Powys i de Gwynedd. En ser mort Bleddyn el 1075, Powys va ser dividit entre els seus res fills, Cadwgan, Iorwerth i Maredudd. La primera menció a Cadwgan és del 1088, quan atacà el regne de Deheubarth, fent que el seu rei, Rhys ap Tewdwr, hagués de fugir a Irlanda. Per poc temps, però, ja que abans d'acabar l'any Rhys tornà amb una flota i derrotà els homes de Powys en una batalla on moriren dos dels nebots d'en Cadwgan, Madog i Rhiryd.
Quan Rhys ap Tewdwr morí el 1093, Cadwgan atacà novament Deheubarth, però aviat fou clar que serien els normands qui es beneficiarien del traspàs del rei Rhys. Per la mateixa època, Cadwgan es casà amb la filla d'un dels senyors normands de la rodalia, Picot de Sai. L'any 1094, esclatà una revolta gal·lesa contra el poder normand, i Cadwgan hi participà vencent-ne un contingent a la batalla de Coed Yspwys. Bleddyn estava aliat en aquell moment amb Gruffydd ap Cynan, rei de Gwynedd, i quan el comte Hugh d'Avranches de Chester i el comte Hugh of Montgomery de Shrewsbury llançaren una invasió en l'any 1098 per recuperar l'illa de Mon per a Hugh de Chester, Cadwgan feia costat a Gruffydd. Una flota danesa contractada per Gruffydd va ser comprada pels normands per una suma superior, i Cadwgan i Gruffydd hagueren de fugir a Irlanda en un bot.
Pogueren tornar a Gal·les a l'any següent, i a Cadwgan li fou permès de reclamar part de Powys i Ceredigion, amb la condició que retés homenatge a Robert of Bellême, tercer comte de Shrewsbury. Durant una temporada, Cadwgan pogué enfortir la seva posició. Quan Robert partí peres amb el rei en l'any 1102, el germà de Cadwgan, Iorwerth, col·laborà a derrotar el comte. Iorwerth feu captiu el seu germà gran, Maredudd, i el lliurà al rei; però moltes de les terres que el rei li havia promès per l'ajuda foren, en comptes d'això, donades a nobles normands, i Iorwerth trencà amb el monarca. De resultes, en l'any 1103 va ser portat davant d'un tribunal reial, i empresonat, i Cadwgan quedà com a únic governant del Powys que encara no estava en poder normand.
La situació tornà a canviar el 1109, quan el fill de Cadwgan Owain s'enamorà de Nest, esposa de Gerald de Pembroke, assaltà -i cremà- el castell de Cenarth Bychan i la segrestà. Cadwgan maldà endebades perquè el seu fill alliberés la dama. Aleshores, el justiciar de Shropshire, Richard de Beaumais oferí terres a membres de les branques menors de la casa de Powys si atacaven els culpables Cadwgan i Owain. Ceredigion va ser envaït i Owain s'escapà a Irlanda, mentre Cadwgan es reté al rei, que li permeté de conservar únicament una possessió fronterera. Posteriorment, el rei Enric I d'Anglaterra el permeté de recuperar tot Ceredigion contra el pagament d'una multa de 100 lliures i la promesa de trencar tots els lligams amb Owain en el futur. Quan el seu germà Iorwerth fou mort per Madog ap Rhiryd en l'any 1111, Cadwgan recuperà breument el regne de Powys, per a perdre'l quan ell mateix fou occit per Madog a Y Trallwng (en anglès, Welshpool). Madog s'apoderà de la majoria de les terres del regne, mentre el romanent passava a mans d'Owain.